# Sargus aureopilosus
Sargus aureopilosus är en tvåvingeart som beskrevs av Mcfadden 1982. Sargus aureopilosus ingår i släktet Sargus och familjen vapenflugor. Inga underarter finns listade i Catalogue of Life.